# Čao Jün-lej
Čao Jün-lej (čínsky pchin-jinem Zhào Yúnlĕi, znaky 赵芸蕾; * 25. srpna 1986, Chuang-š', Čína) je čínská badmintonistka. Na Letních olympijských hrách v Londýně získala zlaté medaile ve čtyřhře žen a ve smíšené čtyřhře. Je též trojnásobnou mistryní světa.